# Aida AWS-103
AWS-103 lub AWS-105 „Aida” – polski pięciozakresowy (dwa zakresy fal krótkich), stereofoniczny odbiornik radiowy klasy standardowej. 
Aida była następcą „Amatora”. Odbiornik był nowym opracowaniem, gdzie zastosowano część rozwiązań układowych z odbiornika „Tosca” (zmodyfikowana, przestrajana elektronicznie głowica UKF GFE-105, stereodekoder PLL oparty na układzie UL1621, przedwzmacniacz m.cz.), z odbiornika Amator 2 Stereo (hybrydowe końcówki mocy GML-026) oraz całkowicie nową część odbiorczą opartą na nowoczesnym wówczas układzie scalonym TDA1220S (odbiornik AM/FM).  Ponadto zastosowano układ ARCz oraz wskaźniki: sygnału stereo oraz zera FM na diodach świecących (LED). Powstał w ten sposób dość nowoczesny amplituner, który parametrami odbioru programów stereofonicznych  znacznie przewyższał „Amatora” oraz umożliwiał współpracę z gramofonowym przetwornikiem dynamicznym. Do wad odbiornika należy zaliczyć stosunkowo słaby wzmacniacz mocy (2 × 10W) oraz zastosowanie, podobnie jak w „Tosce”, jedynie gniazd przyłączeniowych DIN. Przedni panel wykonano z tworzywa sztucznego. Obudowa posiadała pokrywę metalową (AWS-103) lub drewnianą (AWS-105). Występowała w dwóch wersjach kolorystycznych: czarnej (również w odmianie z szarymi manipulatorami i czerwonym przyciskiem sieciowym)  i srebrnej. Dzięki zastosowaniu obudowy o wymiarach zgodnych z równolegle produkowanym zestawem Hi-Fi SEMI-SLIM-LINE możliwe było dołączenie segmentów tego zestawu. Aida w latach swojej produkcji stanowiła tańszą alternatywę odbiornika Tosca. 
Oprócz tego modelu, nazwę „Aida” nadano radioodbiornikowi lampowemu z gramofonem produkcji Zakładów Radiowych im. Marcina Kasprzaka z 1960 roku. Nosił on dodatkowy numer katalogowy 3201.